# Бермерен
Бермере́н (фр. Bermering, нем. Bermeringen) — коммуна во французском департаменте Мозель региона Лотарингия. Относится к  кантону Альбестроф.	

## Географическое положение
Бермерен расположен в 45 км к юго-востоку от Меца. Соседние коммуны: Вирмен на северо-востоке, Нёфвиллаж на востоке, Бенестроф на юго-востоке, Родальб на юге, Ракранж и Моранж на западе, Валлеранж на северо-западе.

## История
Коммуна была известна с 927 года как Vermeringa. В средние века была разделена между рыцарством Абуданж и сеньоратом Моранж.

## Демография
По переписи 2007 года в коммуне проживало 238 человек.	

## Достопримечательности
- Следы галло-романской культуры.
- Следы средневекового фортифицированного дома XIV века.
- Церковь Сен-Мартен 1729 года.